# Raïon de Kondopoga
Le raïon de Kontupohja (russe : Кондопожский район, carélien:Kontupohjun piiri) est l'un des seize raïons de la république de Carélie en Russie.

## Géographie
Le raïon de Kontupohja est délimité au nord et à l'est par le raïon de Karhumäki, au sud par le raïon  des rives de l'Onega et le raïon de Prääsä, et à l'ouest par le raïon de Suojärvi.
La superficie du raïon de Kontupohja est de 5 947 km2.

## Histoire
Le raïon de Kontupohja a été fondé le 29 août 1927, en regroupant les anciennes municipalités de Kontupohja et d3 Tiutia.
Le raïon de Kontupohja a été occupé par la Finlande pendant la guerre de Continuation (1941-1944).
Plus tard, une partie du raïon de Petrovskoi a été ajoutée au raïon.

## Subdivisions
Son centre administratif est Kondopoga.

## Politique et administration

### Statut
Le raïon est un des seize raïons de la république de Carélie, dans le district fédéral du Nord-Ouest. Son statut est un raïon municipal, et il comporte ainsi plusieurs municipalités,.

### Tendances politiques
| Scrutin             | 1er tour | 1er tour | 1er tour | 1er tour | 1er tour | 1er tour | 1er tour | 1er tour | 1er tour | 1er tour | 1er tour | 1er tour | 2d tour                  | 2d tour                  | 2d tour                  | 2d tour                  | 2d tour                  | 2d tour                  | 2d tour                  | 2d tour                  |
| Scrutin             | 1er      | 1er      | %        | 2e       | 2e       | %        | 3e       | 3e       | %        | 4e       | 4e       | %        | 1er                      | %                        | 2e                       | %                        | 3e                       | %                        | 4e                       | %                        |
| ------------------- | -------- | -------- | -------- | -------- | -------- | -------- | -------- | -------- | -------- | -------- | -------- | -------- | ------------------------ | ------------------------ | ------------------------ | ------------------------ | ------------------------ | ------------------------ | ------------------------ | ------------------------ |
| Présidentielle 2012 |          | ER       | 55,43    |          | KPRF     | 15,09    |          | LDPR     | 11,16    |          | SE       | 10,49    | Victoire au premier tour | Victoire au premier tour | Victoire au premier tour | Victoire au premier tour | Victoire au premier tour | Victoire au premier tour | Victoire au premier tour | Victoire au premier tour |
| Gouvernorale 2017   |          | ER       | 62,29    |          | SRZP     | 17,42    |          | KPRF     | 10,35    |          | LDPR     | 6,87     | Victoire au premier tour | Victoire au premier tour | Victoire au premier tour | Victoire au premier tour | Victoire au premier tour | Victoire au premier tour | Victoire au premier tour | Victoire au premier tour |
| Présidentielle 2018 |          | ER       | 70,86    |          | KPRF     | 12,09    |          | LDPR     | 9,78     |          | GRANI    | 1,79     | Victoire au premier tour | Victoire au premier tour | Victoire au premier tour | Victoire au premier tour | Victoire au premier tour | Victoire au premier tour | Victoire au premier tour | Victoire au premier tour |

## Démographie
Recensements (*) ou estimations de la population
| 2002* | 2005   | 2009   | 2010   | 2011   | 2013   |
| ----- | ------ | ------ | ------ | ------ | ------ |
| 9 719 | 43 661 | 42 145 | 41 114 | 41 022 | 39 506 |

| 2015   | 2017   | 2019   | 2021   | 2023   | - |
| ------ | ------ | ------ | ------ | ------ | - |
| 38 445 | 37 444 | 35 943 | 34 521 | 31 671 | - |

## Galerie

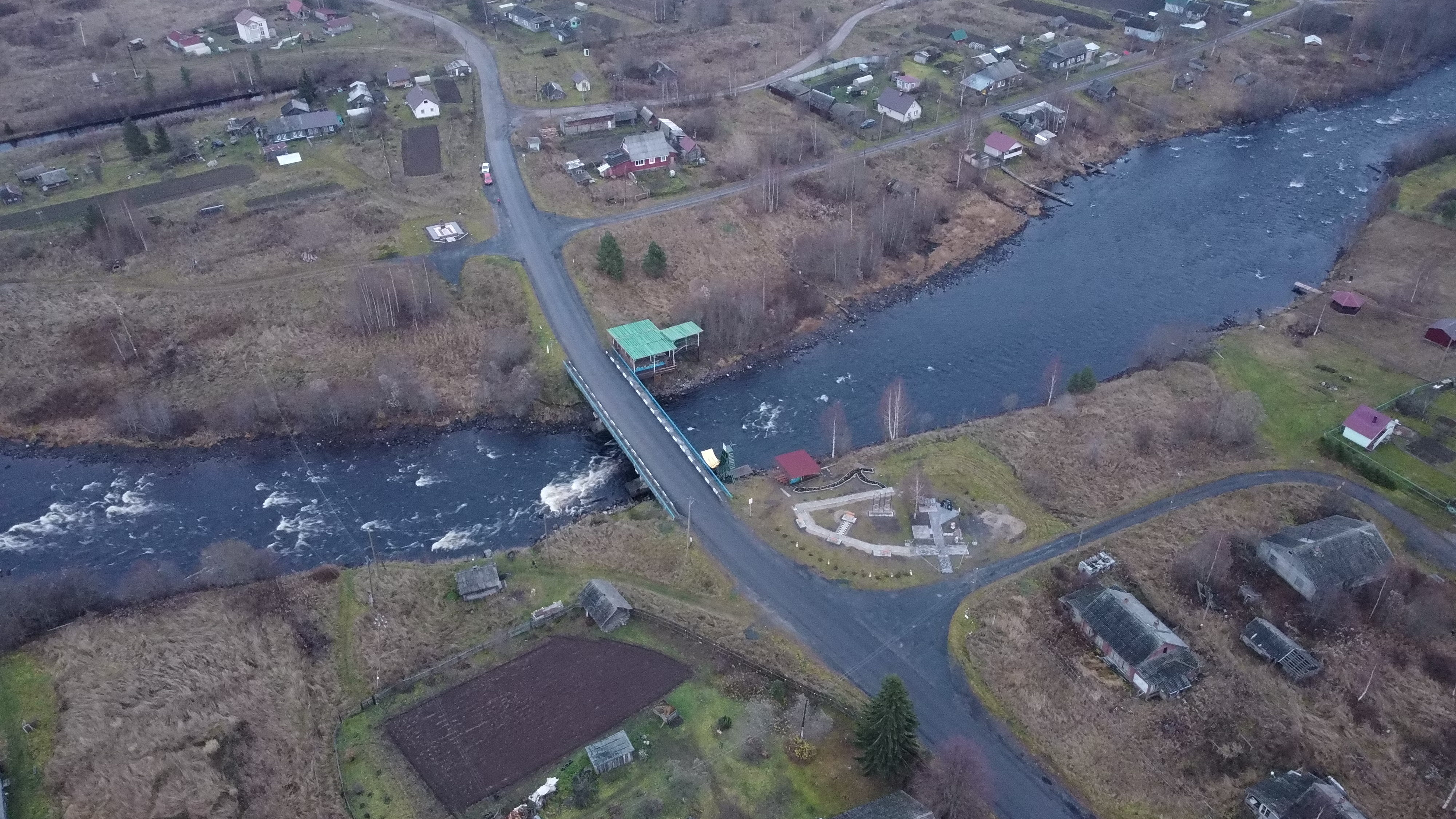
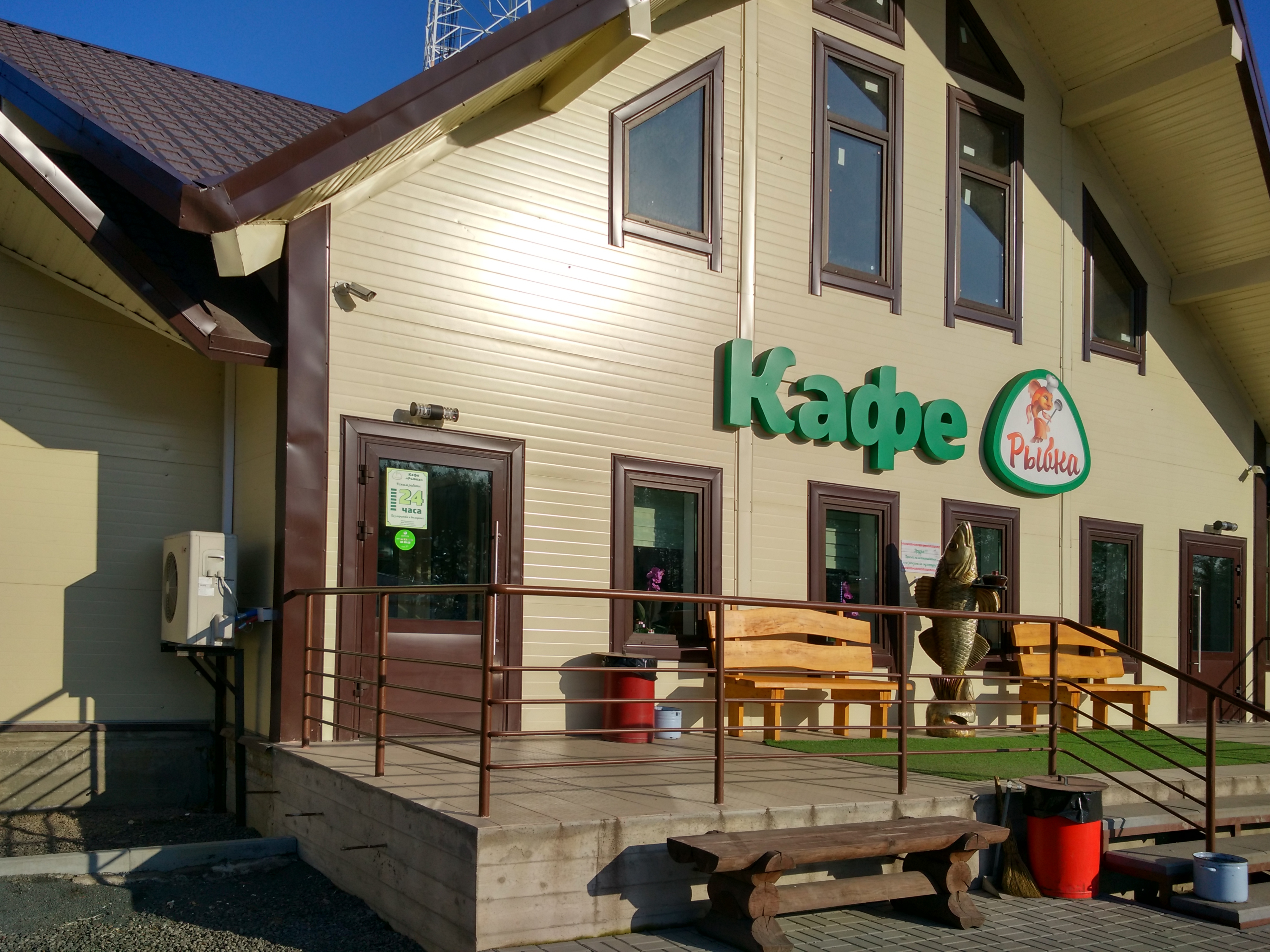
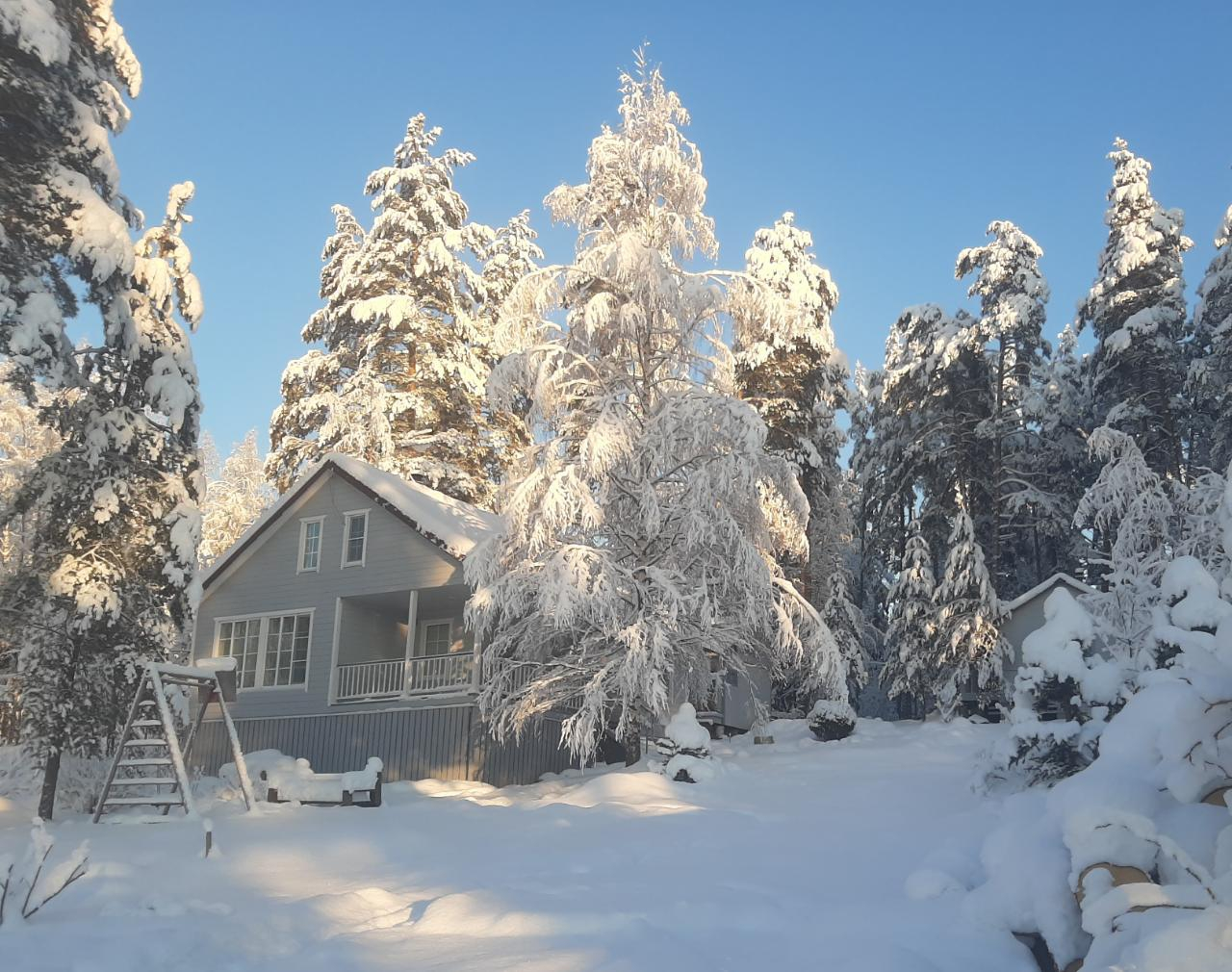
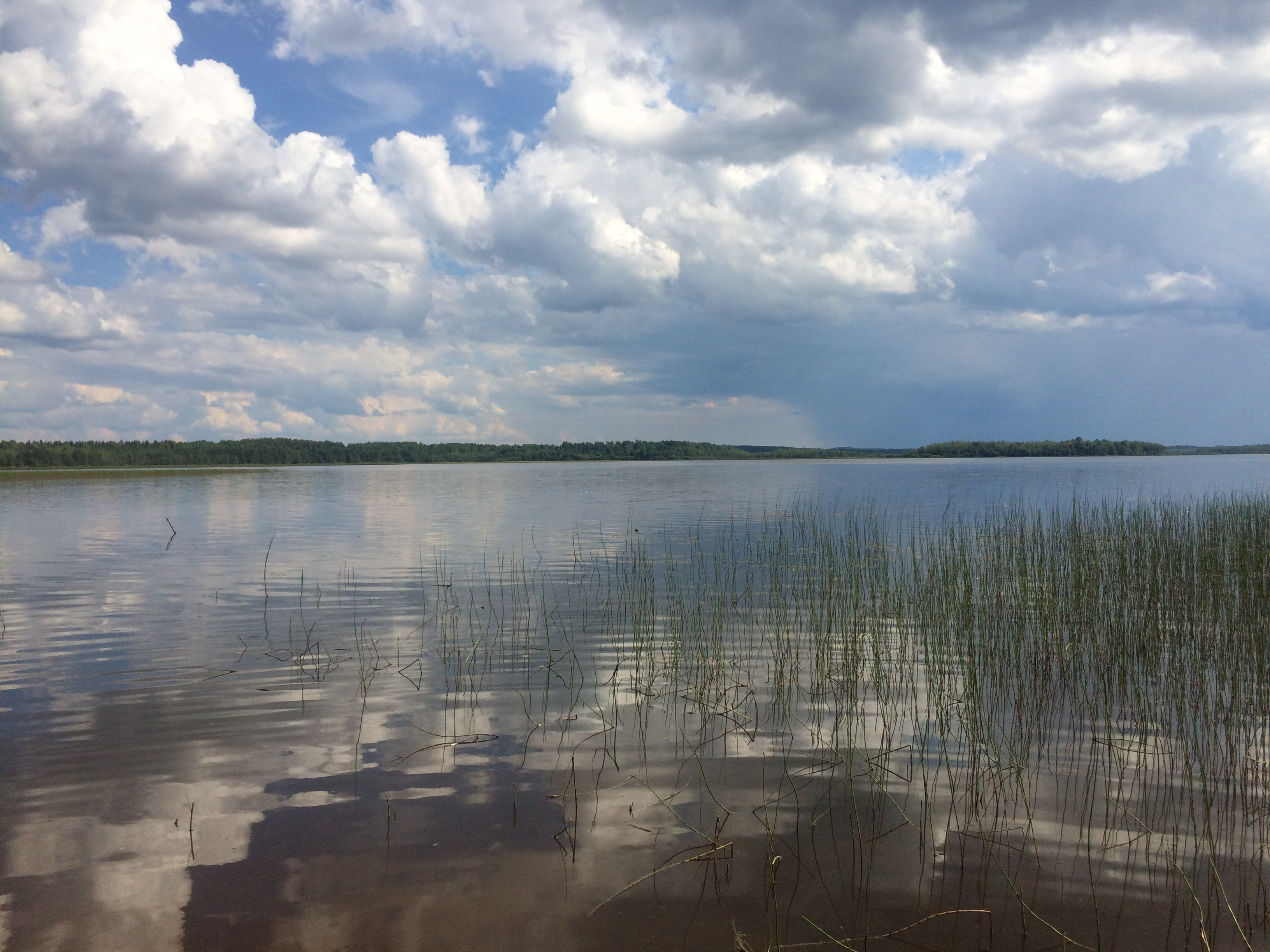